# Lavigny (Zwitserland)
Lavigny is een gemeente en plaats in het Zwitserse kanton Vaud, en maakt deel uit van het district Morges.
Lavigny telt 739 inwoners.